# Uhrichsville, Ohio
Uhrichsville là một thành phố thuộc quận Tuscarawas, tiểu bang Ohio, Hoa Kỳ. Năm 2010, dân số của thành phố này là 5413 người.

## Dân số
- Dân số năm 2000: 5662 người.
- Dân số năm 2010: 5413 người.